# Famille Mjeda
La famille Mjeda (en italien : Miedia) est une famille noble albanaise originaire de Mjedë en Albanie.

## Histoire

### Origine
L'ancêtre de la famille Mjeda est Bardhi Kryeziu. Les Kryeziu sont l'une des trois branches des Buzëzezë (Bucceseos), un clan aristocratique féodal albanais, qui détenait le titre byzantin de Sebastos depuis le XIe siècle. Milan Šufflay écrit de Savasto Tanusius Bessossia (1274), comme étant l'un des principaux nobles albanais du XIIIe siècle. Les deux autres branches du clan sont les Bushati et les Buzuku. Les territoires du clan comprenaient une partie de la plaine de Zadrima, les hautes terres de Pukë et le port de Shëngjin ainsi que la côte jusqu'à Velipojë. Les armoiries des Buzëzezë étaient l'aigle à une tête.

### Bas Moyen Âge
La branche Kryeziu a été établie au XIVe siècle et a hérité de la seigneurie de Pukë. Au XVe siècle, Pal Ziu (Kryeziu), également connu sous le nom de Paolo Zenta, fit construire l'église catholique de Pukë, possédait un château près de la ville et, selon Marin Barleti, était un parent de Lekë Dukagjini.

### Période ottomane

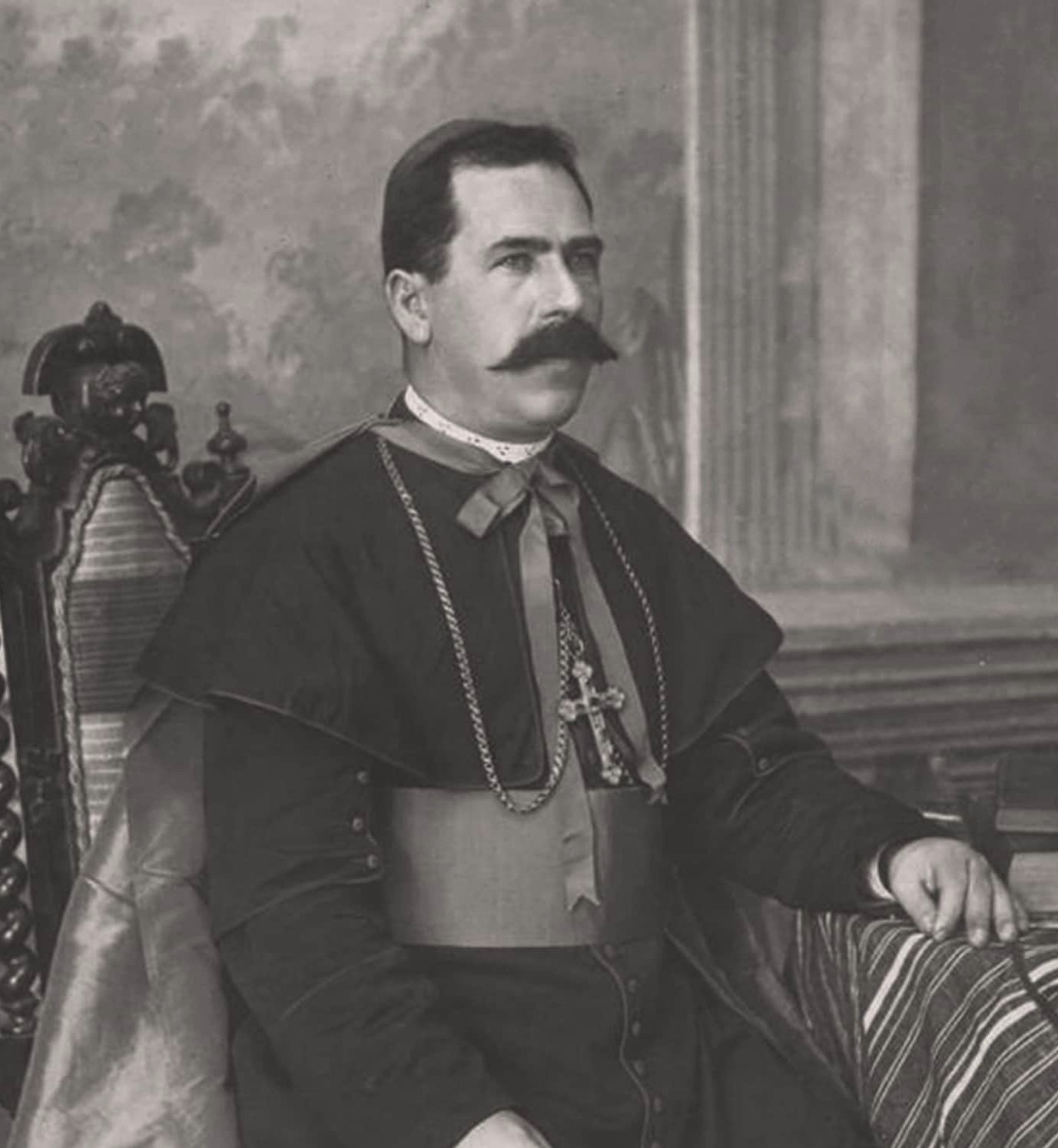
L'Archevêque Lazër Mjeda

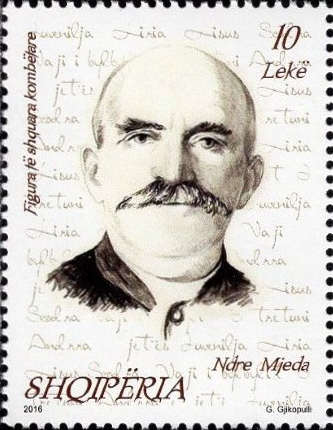
Dom Ndre Mjeda

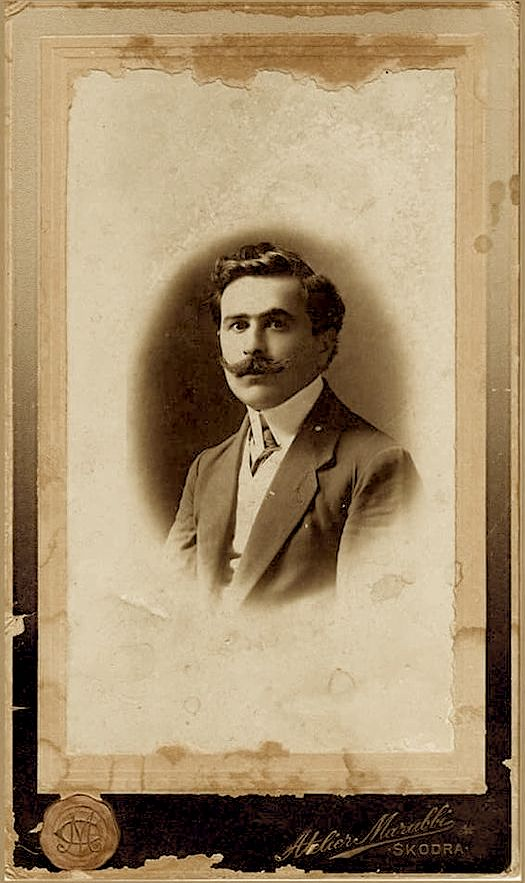
Kolë Mjeda

Une branche de la famille Kryeziu s'est installée à Gjakovë au début du XVIIe siècle, et est devenue beys peu après. Au début du XVIIIe siècle, une autre branche des Kryeziu s'installe au village de Bardhet, non loin de Pukë, qui prend par la suite le nom de Kryezi. Au cours des XVIIIe et XIXe siècles, cette branche gouvernait la région de Pukë, conformément aux lois traditionnelles du Kanun de Pukë. L'administration ottomane a reconnu leurs anciens privilèges et leur noblesse d'origine médiévale, leur seule obligation étant de garder la route Vau-Dejës - Kukës.
S'étant installé à Shkodër depuis le village de Kryezi, dans la région de Pukë, Bardhi Kryeziu a pris le nom de Mjeda d'après le village aux alentours de Shkodër où la famille possédait des terres. La famille Mjeda se compose aujourd'hui de deux branches : Prizren et Shkodër. À Prizren, ils étaient la principale famille catholique, portant le titre de noblesse d'effendi, et étaient engagés dans le commerce entre la péninsule italienne, Constantinople et les Balkans.
Au fil des siècles, les membres de la famille étaient des marchands, des propriétaires terriens, des ecclésiastiques et des dirigeants politiques. Aujourd'hui, ils vivent principalement en Albanie et en Croatie.

## Personnalités
- Ndre Mjeda (1866-1937), intellectuel albanais, jésuite, linguiste, poète et député à l'Assemblée Nationale d'Albanie. Délégué au Congrès de Monastir [4],[5],[6]
- Lukë Simon Mjeda (1867-1951), grand commerçant et propriétaire terrien, délégué de Prizren à la Deuxième Ligue de Prizren (1943)[7],[8],[9].
- Lazër Mjeda (1869-1935), évêque de Sapë (1900-1904), archevêque de Skopje (1904-1909), Archevêque de Shkodër (1921-1935)[10],[11].
- Kolë Mjeda (1885-1951), Maire de Shkodër (1924-1925), vice-président de l'Assemblée Nationale d'Albanie, préfet de Dibër[12].
- Luigj Pashko Mjeda (1890-1962), grand commerçant et propriétaire terrien, l'éditeur du journal « Ora e Maleve », chef de l'autorité fiscale de Shkodër, cofondateur de la société théâtrale « Bogdani »[13].
- Jak Mjeda, président de la société « Filigran », qui employait 153 orfèvres à Prizren[14].